# Saturní (cònsol 383)
Flavi Saturní va ser un oficial romà dels segles IV i V que va estar actiu durant el regnat dels emperadors Constanci II (r. 337–361), Valent (r. 364–378), Teodosi I (r. 378–395) i Arcadi (r. 395–408).

## Vida
Saturní apareix per primera vegada l'any 350, quan, com a comandant militar, va rebre a Temisti durant la seva primera visita a la Constantinoble. En algun moment anterior al 361, quan va ser exiliat pel Tribunal de la Calcedònia, va ser nomenat curopalata. D'acord amb una carta datada de 373 d'un bisbe anomenat Abrao, també hi havia estat comte dels assumptes militars.
Durant els anys 377-378, va ser nomenat temporalment com mestre de la cavalleria i enviat a la Tràcia per a auxiliar Trajà i Profutur a contenir els rebels gots mentre l'emperador Valent mobilitzava l'exèrcit principal a l'Orient. Saturní i Trajà van bloquejar els gots prop de les Muntanyes Hemo, construint una línia de fortificacions que va refusar els atacs gòts. L'objectiu dels dos generals era fer els gots sofrissin amb el fred de l'hivern i l'escassesa d'aliments, a fi de forçar-los a la submissió; alternativament, els dos generals planejaven fer retirar els sentinelles, atraient els gots del rei Fritigern a una  batalla a camp obert a les planes entre el Hemo i el Danubi.
Fritigern, tanmateix, no va acceptar a desafiament i va convèncer a huns i alans amb promeses de botí. Saturní percebent que no podria lluitar contra l'enemic amb les seves tropes, va aixecar el bloqueig sobre els passatges de les muntanyes i es va retirar. Més endavant, Saturní va ser encarregat amb la missió d'arrestar el monjo Isaac i va participar a la desastrosa Batalla de Adrianòpolis del 9 d'agost de 378 en la qual l'emperador i incomptables oficials i generals van morir. L'any 380, va ser a Constantinoble amb Vitor. Entre el 382–383, va mantenir el lloc de mestre dels soldats de la Tràcia i l'octubre de 382 va signar un tractat de pau amb els gots a través del qual viurien en el baix Danubi com federats.
Aquest èxit en les negociacions va garantir a Saturní el seu nomenament com cònsol l'any 383 al costat de Merobaudes. Per aquesta època va ser destinatari d'un panegíric de Temisti. El 388, va estar a la cort de Constantinoble i va mantenir una considerable influència sobre l'emperador Teodosi I. El 396, ja en la vellesa, va ser nomenat amb Procopi per a jutjar Timasi, que va ser condemnat. El 400, l'oficial Gaines va aconseguir que l'emperador Arcadi exiliés Saturní, Aureliano i Joan, no obstant això aquest exili va durar poc temps a causa de la caiguda de Gaines més tard el mateix any.

## Avaluació
Cristià, Saturní va estar casat amb Castrícia, una ardent oponent de Joan Crisòstom. Va tenir propietats a Constantinoble i la seva carrera és descrita com llarga i exitosa, no obstant això, segons Zòsim, no va tenir escrúpols a l'hora d'adular als governants per a mantenir-se al poder.